# First Cab
First Cab var en svensk musikgrupp och bildades under namnet Donovan's Brain i Sandviken 1980.
LPn Little Pieces spelades in efter fyra års skrivande och spelningar både lokalt runtom i Gästrikland och i Stockholm. Skivkontraktet med Mistlur var ett direkt resultat av att bandet vann en rocktävling ordnad av Mosebacke våren 1984 (med bland andra Py Bäckman i juryn) i konkurrens med 40 Stockholmsband. Gruppen hette då Donovan's Brain.
Albumet spelades in några månader senare med Stefan Glaumann som producent och mixades klart under sommaren. Därefter blev det ett års väntan tills det släpptes på hösten 1985. Plattan lanserades med hjälp av ett par små annonser i kvällstidningarna och ett gäng singlar till radion.
Ingen CD-version har getts ut. 
Bandet fortsatte att spela in sporadiskt under flera år, oftast i Mistlurs studio i Stockholm med bland andra Micke Herrström, Robban Wellerfors och Christer Åkerberg vid mixern. Fem CD-skivor har sammanställts med alla dessa inspelningar. Bakgrunder från demoinspelningar från slutet av 1980-talet och början på 1990-talet mixades till PC under 2004 och 2005. Nya sångspår och andra pålägg gjordes av Phil och Niclas i Phils See Studio och en färdig CD gjordes 2005 under namnet Donovan's Brain.

## Medlemmar
- Phil Etheridge: sång, bas
- Niclas Carron: gitarr, sång
- Björn Hammarberg: trummor, slagverk
- Ulf R Andersson: gitarr, keyboards